# Elisabetta d'Assia-Kassel (1861-1955)
Elisabetta Alessandra Maria Carlotta Luisa d'Assia-Kassel (tedesco: Elisabeth Alexandra Maria Charlotte Louise Prinzessin von Hessen-Kassel; Copenaghen, 13 giugno 1861 – Dessau, 7 giugno 1955) principessa d'Assia-Kassel dalla nascita e per matrimonio principessa ereditaria di Anhalt.

## Biografia
Elisabetta era la secondogenita e la figlia maggiore del langravio Federico Guglielmo d'Assia-Kassel e Maria Anna, nata principessa di Prussia. Suo padre era il nipote di Guglielmo d'Assia-Kassel e di Luisa Carlotta di Danimarca, su sua madre era nipote di Carlo di Prussia e Maria di Sassonia-Weimar-Eisenach (attraverso la quale era la pro-pro-nipote dell'imperatore Paolo I).

## Matrimonio
Il 26 maggio 1884, sposò l'erede al Ducato di Anhalt, il principe Leopoldo, figlio del duca Federico I di Anhalt (1831-1904) e di Antonietta di Sassonia-Altenburg (1838-1908). La cerimonia nuziale è stata molto lussuosa.
La coppia ebbe una figlia:
- Antonietta (1885-1963), che sposò Federico di Schaumburg-Lippe (1868-1945).

## Morte
Un anno dopo la nascita di sua figlia suo marito morì. La principessa Elisabetta non si risposò e morì nel 1955, sopravvivendo al marito quasi 70 anni. Fu sepolta accanto a sua figlia in un cimitero a Dessau.

## Albero genealogico
|                                   |                                   |                                            | Genitori                                    |  |  | Nonni |  |  | Bisnonni                |  |  | Trisnonni                  |  |
|                                   |                                   |                                            |                                             |  |  |       |  |  | Federico d'Assia-Kassel |  |  | Federico II d'Assia-Kassel |  |
|                                   |                                   |                                            |                                             |  |  |       |  |  | Federico d'Assia-Kassel |  |  | Federico II d'Assia-Kassel |  |
|                                   |                                   | Maria di Hannover                          |                                             |  |  |       |  |  | Federico d'Assia-Kassel |  |  |                            |  |
| Guglielmo d'Assia-Kassel          |                                   |                                            |                                             |  |  |       |  |  | Federico d'Assia-Kassel |  |  |                            |  |
|                                   |                                   | Carolina di Nassau-Usingen                 | Carlo Guglielmo di Nassau-Usingen           |  |  |       |  |  |                         |  |  |                            |  |
|                                   |                                   | Carolina di Nassau-Usingen                 | Carlo Guglielmo di Nassau-Usingen           |  |  |       |  |  |                         |  |  |                            |  |
|                                   |                                   | Carolina di Nassau-Usingen                 | Carolina Felicita di Leiningen-Dagsburg     |  |  |       |  |  |                         |  |  |                            |  |
| Federico Guglielmo d'Assia-Kassel |                                   | Carolina di Nassau-Usingen                 |                                             |  |  |       |  |  |                         |  |  |                            |  |
|                                   |                                   | Federico di Danimarca                      | Federico V di Danimarca                     |  |  |       |  |  |                         |  |  |                            |  |
|                                   |                                   | Federico di Danimarca                      | Federico V di Danimarca                     |  |  |       |  |  |                         |  |  |                            |  |
|                                   |                                   | Federico di Danimarca                      | Giuliana Maria di Brunswick-Lüneburg        |  |  |       |  |  |                         |  |  |                            |  |
| Luisa Carlotta di Danimarca       |                                   | Federico di Danimarca                      |                                             |  |  |       |  |  |                         |  |  |                            |  |
|                                   |                                   | Sofia Federica di Meclemburgo-Schwerin     | Luigi di Meclemburgo-Schwerin               |  |  |       |  |  |                         |  |  |                            |  |
|                                   |                                   | Sofia Federica di Meclemburgo-Schwerin     | Luigi di Meclemburgo-Schwerin               |  |  |       |  |  |                         |  |  |                            |  |
|                                   |                                   | Sofia Federica di Meclemburgo-Schwerin     | Carlotta Sofia di Sassonia-Coburgo-Saalfeld |  |  |       |  |  |                         |  |  |                            |  |
| Elisabetta d'Assia-Kassel         |                                   | Sofia Federica di Meclemburgo-Schwerin     |                                             |  |  |       |  |  |                         |  |  |                            |  |
|                                   | Federico Guglielmo III di Prussia | Federico Guglielmo II di Prussia           |                                             |  |  |       |  |  |                         |  |  |                            |  |
|                                   | Federico Guglielmo III di Prussia | Federico Guglielmo II di Prussia           |                                             |  |  |       |  |  |                         |  |  |                            |  |
|                                   | Federico Guglielmo III di Prussia | Federica Luisa d'Assia-Darmstadt           |                                             |  |  |       |  |  |                         |  |  |                            |  |
| Carlo di Prussia                  | Federico Guglielmo III di Prussia |                                            |                                             |  |  |       |  |  |                         |  |  |                            |  |
|                                   |                                   | Luisa di Meclemburgo-Strelitz              | Carlo II di Meclemburgo-Strelitz            |  |  |       |  |  |                         |  |  |                            |  |
|                                   |                                   | Luisa di Meclemburgo-Strelitz              | Carlo II di Meclemburgo-Strelitz            |  |  |       |  |  |                         |  |  |                            |  |
|                                   |                                   | Luisa di Meclemburgo-Strelitz              | Federica d'Assia-Darmstadt                  |  |  |       |  |  |                         |  |  |                            |  |
| Anna di Prussia                   |                                   | Luisa di Meclemburgo-Strelitz              |                                             |  |  |       |  |  |                         |  |  |                            |  |
|                                   |                                   | Carlo Federico di Sassonia-Weimar-Eisenach | Carlo Augusto di Sassonia-Weimar-Eisenach   |  |  |       |  |  |                         |  |  |                            |  |
|                                   |                                   | Carlo Federico di Sassonia-Weimar-Eisenach | Carlo Augusto di Sassonia-Weimar-Eisenach   |  |  |       |  |  |                         |  |  |                            |  |
|                                   |                                   | Carlo Federico di Sassonia-Weimar-Eisenach | Luisa Augusta d'Assia-Darmstadt             |  |  |       |  |  |                         |  |  |                            |  |
| Maria di Sassonia-Weimar-Eisenach |                                   | Carlo Federico di Sassonia-Weimar-Eisenach |                                             |  |  |       |  |  |                         |  |  |                            |  |
|                                   |                                   | Marija Pavlovna Romanova                   | Paolo I di Russia                           |  |  |       |  |  |                         |  |  |                            |  |
|                                   |                                   | Marija Pavlovna Romanova                   | Paolo I di Russia                           |  |  |       |  |  |                         |  |  |                            |  |
|                                   |                                   | Marija Pavlovna Romanova                   | Sofia Dorotea di Württemberg                |  |  |       |  |  |                         |  |  |                            |  |
|                                   |                                   | Marija Pavlovna Romanova                   |                                             |  |  |       |  |  |                         |  |  |                            |  |